# Saturn
Satúrn je zunanji, šesti planet od Sonca v Osončju. Imenuje se po rimskem bogu Saturnu. Je plinasti orjak, po velikosti drugi največji za Jupitrom. Poleg Jupitra, Urana in Neptuna spada v skupino jupitrovskih planetov. Že od nekdaj je najbolj znan po svojih značilnih obročih. Njegova luna Titan je druga največja luna v Osončju za Jupitrovo luno Ganimed. Titan je edina luna z gosto atmosfero.

## Fizikalne značilnosti

### Sestava planeta
Planet je sestavljen večinoma iz vodika (75 %) in helija (25 %). Domnevajo, da ima v notranjosti sredico iz železa, niklja in skal (silikatnih spojin in oksidov), ki jo obkrožajo notranja plast kovinskega vodika v kapljevinskem stanju, vmesna plast kapljevinastega vodika in helija ter zunanja, plinasta plast. Bledo rumena obarvanost je posledica prisotnosti amonijaka v sledeh v zgornjih plasteh atmosfere.

### Saturnovi obroči
Najočitnejša Saturnova značilnost je sistem obročev, ki ga obdaja v razdalji 6.630 km do 120.700 km nad ekvatorjem. Sistem sestavlja devet sklenjenih in trije nesklenjeni obroči povprečne debeline približno 20 m, ki so v glavnem iz koščkov ledu. Kemijsko gledano so 93 % iz vode s tolinskimi nečistočami v sledovih, ostalo je amorfni ogljik. Velikost delcev sega od prašnih drobcev do premera 10 m.
Nastanek obročev ni povsem jasen. Po eni od teorij so nastali ob razpadu ledene lune, ki se je preveč približala planetu, po drugi pa vsebujejo obroči prvobitno snov, ki se zaradi bližine planeta ni mogla združiti v eno samo telo.

## Saturnovi naravni sateliti
Neupoštevajoč stotine večjih delcev v obročih ima Saturn 62 naravnih satelitov, od tega je 53 uradno poimenovanih. Največja luna Titan je večja od Merkurja in je edini naravni satelit v Osončju, ki ima omembe vredno atmosfero.
Nekatere druge večje lune so Pan,
Atlas,
Prometej,
Pandora, 
Epimetej,
Jan, 
Mimas,  
Enkelad,  
Tetija, 
Telesto, 
Kalipso,  
Diona, 
Helena, 
Hiperion, 
Fojba ,
Japet in
Rea.